# أفيلينو لوبيز
أفيلينو لوبيز (بالبرتغالية: Avelino Lopes‏) هو لاعب كرة قدم أنغولي في مركز الهجوم، ولد في 4 مارس 1974 في أنغولا. شارك مع منتخب أنغولا لكرة القدم.

## وصلات خارجية
- أفيلينو لوبيز على موقع ناشيونال فوتبول تيمز (الإنجليزية)